# 8-gatsu no Symphony: Shibuya 2002~2003
8-gatsu no Symphony: Shibuya 2002~2003 (8月のシンフォニー ―渋谷 2002～2003?) è un film d'animazione del 2009 diretto da Akio Nishizawa.
Il film è tratto dal libro Saigo no kotoba (最後の言葉?), autobiografia di Ai Kawashima.

## Trama
Il film narra la vita di Ai Kawashima, in particolare il percorso da lei fatto per realizzare il suo sogno di divenire una cantante.